# Stop - mens legen er go'
"Stop - mens legen er go'" (tradução portuguesa: "Pára - enquanto o caminho é bom") foi a canção que representou a Dinamarca no Festival Eurovisão da Canção 1966 que se realizou no Luxemburgo.
A referida canção foi interpretada me dinamarquês por Ulla Pia. Foi segunda canção a ser interpretada na noite do evento, a seguir à canção alemã "Die Zeiger der Uhr", interpretada por Margot Eskens e antes da canção belga "Un peu de poivre, un peu de sel", cantada por Tonia. Terminou a competição em 14.º lugar (entre 18 participantes), recebendo um total de 4 pontos. A Dinamarca não participaria no Festival Eurovisão da Canção, entre 1967 e 1977. Só regressaria em 1978 com o tema "Boom Boom, interpretado pela banda Mabel.

## Autores
- Letrista: Erik Kåre;
- Compositor: Erik Kåre;
- Orquestrador:  Arne Lamberth

## Letra
A canção fala sobre a necessidade de desenhar claramente a fronteira nas relações amorosas, com Ulla Pia cantando o que acontece quando "uma rapariga vai para cas depois de uma primeira noite a dançar" com um pretendente que poderá ter intenções desonestas. Ela explica que usando aquela frase "Pára, enquanto o caminho é bom" não significa o fim de uma noite agradável, como os amantes podem adorar "a tranquilidade de uma noite estrelada".

## Versões
Ulla Pia lançou uma versão desta canção em italiano, intitulada "Tu no".